# Sam Surridge
Samuel William Surridge (Slough, Berkshire, Inglaterra, 28 de julio de 1998) es un futbolista inglés. Juega de delantero y su equipo es el Nashville S. C. de la Major League Soccer.

## Trayectoria

### Bournemouth
Entró a las inferiores del AFC Bournemouth a la edad de 14 años. Ya en el equipo sub-15, fue enviado a préstamo al Poole Town F. C. en la temporada 2016-17 de la National South.
Durante su estancia en el primer equipo, fue enviado a préstamo al Yeovil Town F. C., Oldham Athletic A. F. C. y Swansea City A. F. C..
Debutó en la Premier League el 28 de febrero de 2019 contra el Chelsea F. C..

### Stoke City
El 4 de agosto de 2021 fichó por el Stoke City F. C. por cuatro años. Anotó el gol de la victoria en su debut, tres días después de su fichaje contra el Reading F. C. A pesar de jugar 20 encuentros de Championship en su primera temporada, dejó el Stoke City a mediados de esta.

### Nottingham Forest
El 31 de enero de 2020 fichó por el Nottingham Forest F. C.
El 31 de mayo de 2022 se anunció que sería sometido a una operación de ingle.

## Selección nacional
Debutó con la selección de Inglaterra sub-21 el 11 de octubre de 2019 en el empate 2-2 ante Eslovenia.

## Clubes
| Club                                  | País           | Año           |
| ------------------------------------- | -------------- | ------------- |
| AFC Bournemouth                       | Inglaterra     | 2015-2021     |
| Weymouth F. C. (a préstamo)           | Inglaterra     | 2015-2016     |
| Poole Town F. C. (a préstamo)         | Inglaterra     | 2016          |
| Yeovil Town F. C. (a préstamo)        | Inglaterra     | 2017-2018     |
| Oldham Athletic A. F. C. (a préstamo) | Inglaterra     | 2018-2019     |
| Swansea City A. F. C. (a préstamo)    | Gales          | 2019-2020     |
| Stoke City F. C.                      | Inglaterra     | 2021-2022     |
| Nottingham Forest F. C.               | Inglaterra     | 2022-2023     |
| Nashville S. C.                       | Estados Unidos | 2023-presente |